# 常迵
常迵（1917年2月4日—1991年8月8日），字季高，男，祖籍直隶（今河北）房山，生于河南开封，中国电子学家，中国科学院院士。

## 生平
常迵1935年考入北京大学物理系。次年转入清华大学电机工程系。1940年毕业于西南联合大学，获工学学士学位。此后任职于国民政府资源委员会昆明无线电器材厂。1944年赴美留学，获麻省理工学院硕士学位。次年又就读于哈佛大学应用科学系，获博士学位。1947年回国后长期任教于清华大学。1952年任无线电工程系首任副主任。同年加入中国民主同盟。
文化大革命期间受到冲击。1971年随系迁往四川绵阳分校。1975年起任教于自动化系，并任自动化科学与技术研究所所长。1980年当选中国科学院技术科学部委员（院士）。1983年加入中国共产党。
1991年8月8日在北京逝世。

## 社会兼职
曾任国际模式识别学会（IAPR）主席团成员、中国图象与图形学会理事长、中国自动化学会模式识别与机器智能专业委员会主委、中国电子学会电路与系统专业委员会主委、北京市政协常委、民盟中央常委、国务院学位委员会学科评议组成员等职。

## 家庭
儿子常振明为中信集团董事长、中信泰富主席。